# Малый кленовый усач
Малый кленовый усач (лат. Ropalopus macropus) — вид жуков-усачей из подсемейства настоящих усачей. Распространён в Европе, Сирии, России и Иране. 

## Описание
Длина тела взрослых насекомых 7,5—14 мм. Надкрылья грубо пунктированы и немного сдавлены в плечевой области.

## Экология
Личинки развиваются внутри стволов широколиственных деревьев, например лещины обыкновенной, дуба, шиповника и боярышника. Жуки активны с мая по август.